# Cambio social
Cambio social es la alteración de las estructuras sociales, las consecuencias y manifestaciones de esas estructuras ligadas a las normas, los valores y a los productos del  mercado. El cambio social se manifiesta de diferentes maneras, en distintos aspectos de la vida social, y es la expresión visible, o perceptible, de procesos de mutación de muy disímil naturaleza: modificaciones en la concepción del mundo, cambios biológicos, demográficos, institucionales, etc.
El estudio del cambio social determina las causas o factores que producen el cambio social. El término es relevante en estudios dedicados a historia, economía y política, y puede abarcar desde conceptos como revolución y cambio de paradigma hasta cambios superficiales en una pequeña comunidad, además de incluir la idea de progreso y la idea de innovación en su análisis.
Un cambio social incluye dos aspectos como el éxito o fracasos de muchos sistemas políticos y fenómenos como la globalización, la democratización, el desarrollo y el crecimiento económico: el cambio social consiste en la evolución de las sociedades, desde cambios a gran escala hasta pequeñas alteraciones.
Las personas pueden adherirse conscientemente a las tesis del cambio social. En este contexto, la expresión "cambio social" adquiere otro significado: se refiere a las acciones en defensa de una causa que pretende cambiar alguna regla o convención de la sociedad, ya sea para satisfacer los intereses de un determinado grupo social, ya sea con la intencionalidad de "mejorar" la sociedad en su conjunto.
Los cambios sociales han sido influidos de forma latente, ya no solo a través de los medios masivos de comunicación conocidos anteriormente o de eventos sociales relevantes que tienen a cambios de ideologías, sino a través de redes sociales y demás herramientas que la web proporciona, de tal forma que los cambios que anteriormente llevaban años para realizarse ahora evolucionan y se desarrollan a velocidades pensadas como imposibles en otros tiempos.
Este tipo de cambios deben ser vistos como todo un conjunto de actividades reflejadas a través de la sociedad que incluyan la educación como eje central, es decir, sin una buena educación de los habitantes de una nación sería muy complejo realizar cambios positivos en cualquier sociedad ya que la educación funge un papel fundamental en que los países cambien, para bien o para mal.

## Estudio del cambio social
Los estudios del cambio social también se ocupan de discernir lo que cambia y lo que no, la determinación de los factores intervinientes en el proceso, la identificación del conjunto de los actores sociales involucrados en el proceso de cambio, y un largo etcétera de aspectos vitales para la comprensión y transformación de los procesos sociales. El estudio del cambio social suele considerarse una rama de la sociología y la asistencia social, pero también atañe a las ciencias políticas, económicas, a la antropología y a muchas otras ciencias sociales, y se puede valer de otras ciencias como las matemáticas, el cálculo o la biología.
Es un proceso que puede ser dividido en cuatro etapas:
- Es necesaria la identificación de las fases o segmentos temporales en que se puede definir el proceso considerado; ello implica la identificación de eventos destacados en el desarrollo de los hechos que indiquen el paso entre diferentes etapas del proceso.
- También se identifican los factores que intervienen en el cambio y el grado de influencia que toman: se puede plantear de acuerdo a la relevancia de cada clase de factores y cada uno de ellos en particular.
  - (i) los factores generadores, o causantes del cambio en el discurso, que suelen ser múltiples y de muy diversa naturaleza (subjetivos, objetivos, individuales, colectivos, etc.)
  - (ii) factores catalizadores, o aceleradores del cambio, que no lo generan causalmente, pero forman parte de sus condiciones como elementos intervinientes.
  - (iii) los factores moduladores del cambio, los cuales afectan su velocidad y profundidad.

- La descripción del proceso de cambio en el tiempo requiere una estimación de su magnitud y una explicación causal (constantemente apoyada en modelos matemáticos y de cálculo):
  - (i) unidades de medida para determinar las magnitudes del cambio real;
  - (ii) emplear un diferencial semántico apropiado al tema y al contexto del caso (político, familiar, económico, etc.);
  - (iii) un método de estimación del cambio entre etapas (una medida apropiada del cambio).

La determinación de la probabilidad de cambio asociada a cada etapa y grupo requiere o bien una estimación probabilística simple para cada etapa en relación con la siguiente, o bien la creación de un modelo probabilístico apropiado propiamente dicho. Todo intento de actualización de las teorías del cambio social debe tener presente los límites epistemológicos que actualmente exigen legitimar la coexistencia de diferentes discursos teóricos.
La complejidad de la sociedad contemporánea coloca a sociólogos, psicólogos, geógrafos e historiadores, con sus distintas miradas hermenéuticamente orientadas, desde una formación disciplinaria, que se verá sobrepasada en las fronteras de esos saberes constituidos y exigen de ellos un tránsito que establece como paradigma emergente, la perspectiva interdisciplinaria del proceso de conocimiento.
El trabajo interdisciplinario demanda una nueva base en el estudio de los cambios sociales, en el que los estudios puedan guiarse de los siguientes elementos en su estudio:
- Elementos teóricos y metodológicos en el campo del cambio social y de la participación política;
- Elementos relativos a la construcción del desarrollo resultante del cambio social como consecuencia de procesos de participación política.
- Cuestiones relativas a los mecanismos de producción de los cambios sociales en la sociedad civil, movimientos sociales y organizaciones públicas y privadas.

Esta nueva forma de trabajo permite a los científicos preocuparse por el estudio de procesos de movilización política con diversos actores sociales involucrados en distintas formas de acciones colectivas y que están dirigidas a la construcción de nuevas formas de relaciones sociales provenientes de procesos de cambio social y de participación política.

## Historia del concepto
Augusto Comte fue pionero en desarrollar una teoría explicativa de las transformaciones sociales y dividió teóricamente el cambio en dos partes: dinámica social y estática social. Los estudios que consolidaron el concepto fueron en su mayoría de los evolucionistas, y dieron forma al concepto de cambio social a través de los supuestos de la biología.
La restauración del valor analítico y práctico de la investigación sociológica sobre la modernidad, el cambio social y el desarrollo implica una esmerada revisión de muchas de sus premisas fundamentales. El comienzo del fin de la hegemonía discursiva de la posmodernidad, de las pequeñas historias, abre nuevamente las ciencias sociales a las teorías de la modernidad y con ellas a las teorías del cambio social.
Los marxistas, por su parte, considerarán que el cambio social no se da de forma evolutiva, sino a través de procesos históricos, sucedidos de forma dialéctica, y por ello, a través de las contradicciones. Sin embargo, comparten junto con los evolucionistas la idea del progreso.
A finales del siglo XX ocurrieron inmensas transformaciones que han producido cambios en las dinámicas sociales, y que exigen que la academia trascienda las fronteras tradicionales del conocimiento.

## Teorías destacadas
El cambio surge de dos fuentes principales: factores únicos, como el clima, el tiempo atmosférico o la presencia de grupos específicos de personas, y factores sistemáticos. Por ejemplo, un desarrollo exitoso generalmente requiere los mismos requisitos, como un gobierno estable y flexible, suficientes recursos libres y disponibles, y una organización social diversa. En general, el cambio social suele ser una combinación de factores sistemáticos junto con algunos factores aleatorios o únicos.
Muchas teorías intentan explicar el cambio social. Una perspectiva sugiere que una teoría de cambio debería incluir elementos como los aspectos estructurales del cambio (como los cambios demográficos), los procesos y mecanismos del cambio social, y las direcciones del cambio.
- Cristiano: En el cristianismo y el judaísmo, el cambio social se concibe en términos de las bendiciones de Dios por la fidelidad o las maldiciones por la desobediencia. Véase Deuteronomio, capítulo 28.
- Hegeliano: El modelo dialéctico hegeliano clásico del cambio se basa en la interacción de fuerzas opuestas. Partiendo de un punto de estancamiento momentáneo (stasis), la Tesis contrarrestada por la Antítesis genera primero conflicto, y posteriormente resulta en una nueva Síntesis.
- Marxista: El marxismo presenta un concepto dialéctico y materialista de la historia, considerando la historia de la humanidad como una "lucha fundamental entre clases sociales".[8]
- Kuhniano: El filósofo de la ciencia Thomas Kuhn argumenta en su obra "La Estructura de las Revoluciones Científicas", con respecto a la Revolución Copernicana, que es probable que las personas continúen utilizando un paradigma aparentemente inviable hasta que se acepte comúnmente uno mejor. Un enfoque kuhniano para el estudio de las sociedades lo proporciona el enfoque de la coyuntura crítica para el orden social y el cambio.
- Heraclitiano: El filósofo griego Heráclito usó la metáfora de un río para hablar del cambio: "Sobre quienes entran en ríos que permanecen iguales, fluyen otras aguas" (Panta rei). Lo que Heráclito parece sugerir aquí, a pesar de interpretaciones posteriores, es que, para que el río siga siendo río, el cambio debe ocurrir constantemente.[9] Así, se puede pensar en el modelo heraclitiano como paralelo al de un organismo vivo, que, para mantenerse vivo, debe cambiar constantemente. Una aplicación contemporánea de este enfoque se muestra en la teoría del cambio social ESCALA-SEMILLA,[nota 1] que se basa en el subcampo de la teoría de la complejidad de la emergencia.
- Daoísta: La obra filosófica china Dàodé jīng, I.8 y II.78, utiliza la metáfora del agua como el agente ideal del cambio. El agua, aunque blanda y flexible, al final desgastará la piedra. En este modelo, el cambio debe ser natural, armonioso y constante, aunque imperceptible.

## Cambio social y comunicación
La comunicación es esencial para sanar las heridas individuales y colectivas que nos lleven a un cambio que permita el reconocimiento a un individuo, comunidad o cultura a través de la participación socio/política para intervenir en su vivir; asimismo a través de la expresión en los medios, en donde se exponga, sensibilice y enriquezca la memoria de los países a través de la comunicación.

## Cambio social y globalización
El cambio social remite a los pilares mismos de las instituciones sociales, por lo tanto, frecuentemente es también un cambio de tipo económico, político o cultural. Uno de los elementos contemporáneos más importantes para entender el cambio social está en relación con los movimientos sociales; donde se puede generar un cambio "desde abajo" (autodeterminación de los pueblos) o "desde arriba" (cambios impulsados por las élites o invasores). En ese sentido, el movimiento de globalización como cambio social se estructura desde las élites dominantes pero sus consecuencias son resistidas por la organización civil en distintos conflictos[cita requerida]. Esto se enmarca en las llamadas prácticas de resistencia. Esta dicotomía pone en problemas su teleología positiva para muchas veces convertirse más bien en un mapa de la historia de los conflictos.